# 二酸化ルテニウム
二酸化ルテニウム（にさんかルテニウム、Ruthenium dioxide）は、組成式RuO2で表される無機化合物である。酸化ルテニウム(IV)（Ruthenium(IV) oxide)とも。黒い固体であり、ルテニウムの最も一般的な酸化物である。塩素、酸化塩素を製造するための電極触媒として広く使用されており、O2触媒は酸化ルテニウム(IV)である。多くの二酸化物と同様にルチル構造をとる。

## 調製
通常、三塩化ルテニウムの酸化により作られる。RuO2のほぼ化学量論的な単結晶は輸送剤としてO2を用いる化学蒸気輸送法により得ることができる。
RuO2  +  O2   RuO4
RuO2の膜は揮発性のルテニウム化合物から化学気相成長(CVD)により作ることができる。RuO2は三塩化ルテニウムの溶液からの電気めっきによっても作ることができる。
純粋な二酸化ルテニウム水和物の静電的に安定したヒドロゾルは、水溶液中の四酸化ルテニウムの自己触媒還元を使うことにより作られた。結果として生じる粒子の集合は直径が40nm - 160nmの範囲で実質的に単分散で均一な球体で構成するように制御されうる。

## 使用
塩化水素の酸化により塩素を製造する住友-ディーコン法の触媒の主成分として使われている。
多くの状況で触媒として使うことができ、注目すべき反応としてフィッシャー・トロプシュ法、ハーバー・ボッシュ法、燃料電池のさまざまな現象がある。

### 潜在的・ニッチな用途
塩素の電解製造用のチタン陽極のコーティング、および抵抗器や集積回路の作成に広く使われている。酸化ルテニウム抵抗器は0.02 < T < 4 Kの温度範囲で感度の高い温度計として使うことができる。電荷移動能力が非常に高いため、スーパーキャパシタの活性物質として使用できる。酸化ルテニウムは水溶液で用いた場合に電荷を保持するという優れた能力がある。酸化ルテニウム(IV)の平均容量はH2SO4溶液中で650 F/gになり、200 °C未満の温度でアニールされる。容量特性を最適化する試みにおいて、以前は酸化ルテニウムの水和やその結晶化度や粒子サイズに注目していた。